# Hypsugo cadornae
Hypsugo cadornae — вид рукокрилих ссавців із родини лиликових.

## Середовище проживання
Країни поширення: Індія, Лаос, М'янма, Таїланд, В'єтнам. Зустрічається в сухих бамбукових лісах і змішаних лісах. 

## Загрози та охорона
Немає серйозних загроз для даного виду. Немає прямих заходів щодо збереження цього виду і він не був записаний у будь-якій з природоохоронних територій. 